# Macrothele abrupta
Macrothele abrupta is een spinnensoort uit de familie Macrothelidae. De soort komt voor in Congo.